# Македонский лев
Македонский лев — неофициальный символ Северной Македонии. После обретения Республикой Македонией независимости от Югославии лев несколько раз предлагался в качестве герба нового независимого государства.

## Предыстория
С конца XVI до конца XVIII века регион современной Северной Македонии обычно изображался в иностранных гербовниках гербом с изображением золотого льва на красном поле или красного льва на золотом поле. Самым ранним известным из подобных является Фойницкий гербовник XVI—XVII веков, а к более поздним относятся гербовник Коренича-Неорича 1595 года, гербовник 1620 года, хранящийся в Белградском музее современного искусства, а также гербовник XVII века из Берлинской библиотеки. В гербовнике Коренича-Неорича 1595 года льва венчала пятиконечная корона, в белградском 1620 года — трёхконечная, а в берлинском XVII века — вновь пятиконечная.
В конце XIX века возникла Внутренняя македонско-одринская революционная организация, целью которой было получение автономии для регионов Македонии и Адрианополя. Организация формировалась по образцу более ранних болгарских революционных обществ, в том числе переняв и их символы, такие как лев, девиз "Свобода или смерть" и т. д. Эта организация была расформирована в 1934 году болгарской армией после военного переворота 19 мая. В 1990-е годы несколько македонских партий заявили о своём правопреемстве прежней ВМАРО.

## Предлагаемое введение
Республика Македония не имела своего геральдического герба в момент обретения независимости от Югославии. Но с того времени македонский лев часто предлагался в качестве замены негеральдическому национальному гербу республики, считающемуся пережитком социалистической символики. Однако подобные инициативы натыкались на политические и национальные споры по поводу возможных вариантов замены. В 1992 году архитектор и графический дизайнер Мирослав Грчев предложил свой вариант исторического золотого льва на красном щите в качестве македонского герба. Однако он был отклонён по трём основным причинам:
- несколько политических партий, в частности ВМРО-ДПМНЕ, уже использовали эту эмблему в качестве своих партийных символов.
- Албанские политические партии сочли этот вариант представительным только для этнических македонцев, но не для этнических албанцев.
- схожесть с государственным гербом Болгарии (но не идентичность)

Исходя из этих аргументов, македонские политические партии пришли к консенсусу продолжать использовать существовавший герб, пока не будет найдено решение. Он не изображался на первых македонских паспортах страны, но в 2007 году всё-таки был помещён на лицевую и внутреннюю стороны новых биометрических македонских паспортов, в то время как парламентские дебаты о принятии нового национального герба всё ещё продолжались.
Согласно положениям статьи 5, раздела 2 Конституции Македонии, для принятия закона о новых символах Республики требуется согласие двух третей членов национального парламента. Использование македонского герба определяется законом.
В 2009 году Внутренняя македонская революционная организация — Народная партия выдвинула предложение по учреждению золотого льва на красном фоне в качестве нового герба Македонии на основе традиционного символа исторического ВМРО, но оно не было принято. 5 декабря 2014 года македонское правительство ВМРО-ДПМНЕ, в соответствии с проводившейся политикой антиквизации, предложило новый герб, призванный заменить старый. По данным Македонского геральдического общества он был основан на иллюстрации Жерома де Бары (1581 год). На иллюстрации из его книги Le blason des armoiries был изображён приписываемый Александру Македонскому герб. Он представлял собой красного льва на золотом фоне, увенчанного золотой стенной короной, символизирующей республиканскую форму правления. Парламент не проголосовал за этот проект.

## Современное использование
Герб с золотым львом на красном щите используется для обозначения нескольких македонских политических партий, в том числе самых крупных: Внутренней македонской революционной организации — Демократическая партия македонского национального единства и Внутренней македонской революционной организации — Народная партия. При этом лев как символ этих партий был унаследован от исторической ВМРО, которая, в свою очередь, заимствовала его из болгарского герба.

## Галерея

Historical examples of renditions
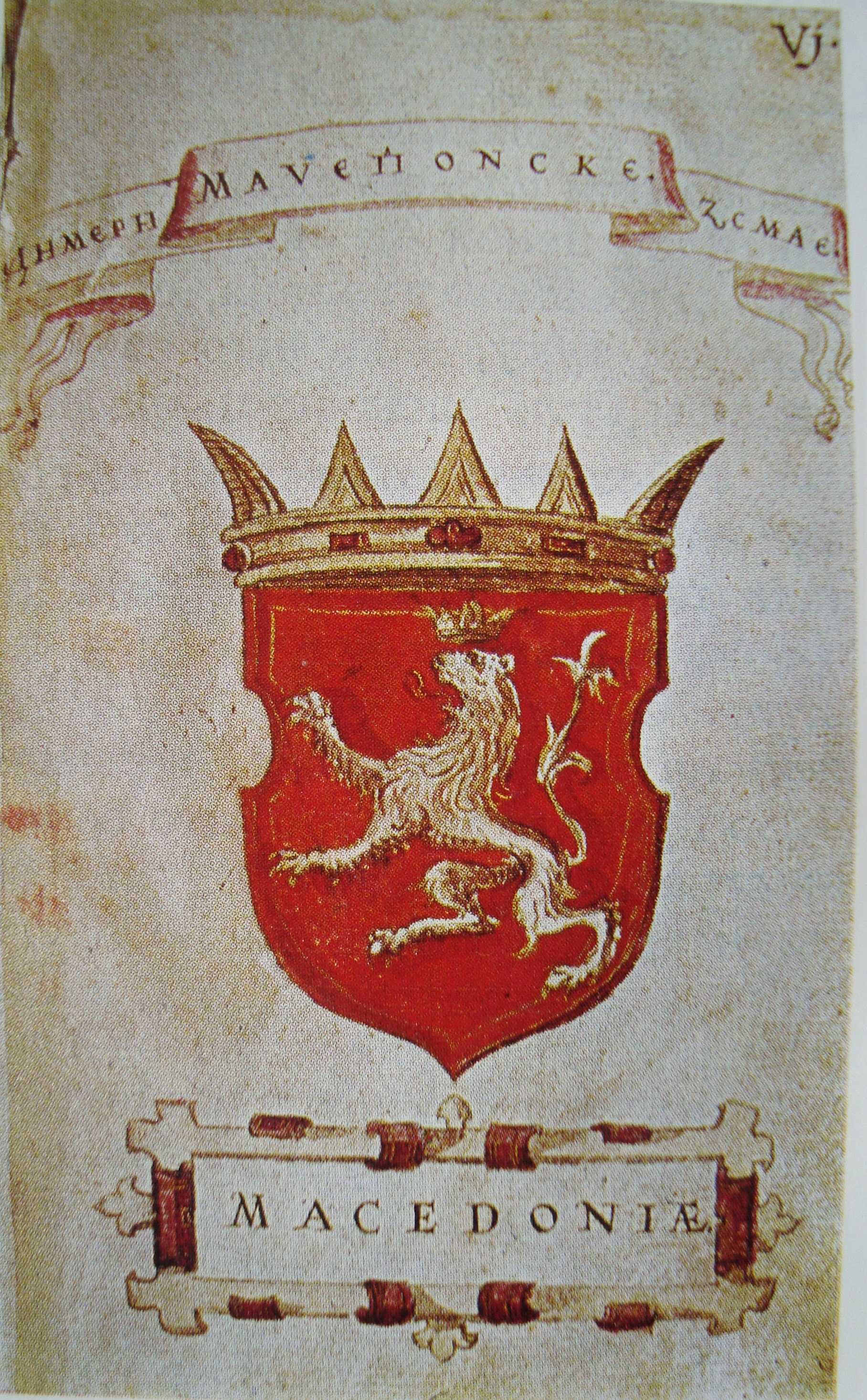
Из гербовника Коренича-Неорича (1595)
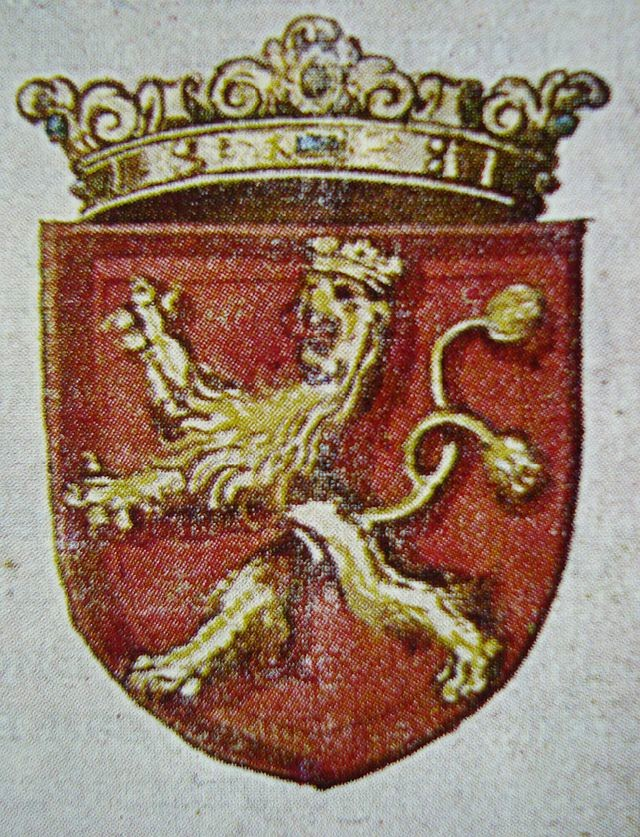
Герб Македонии, свиток Алтана или Болоньи (1614)
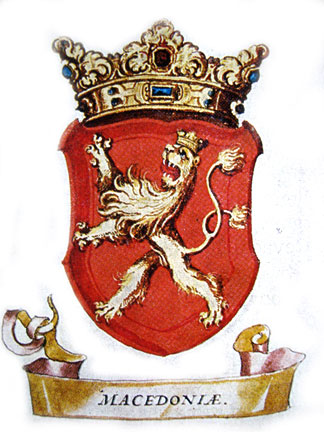
Из белградского гербовника (1620)
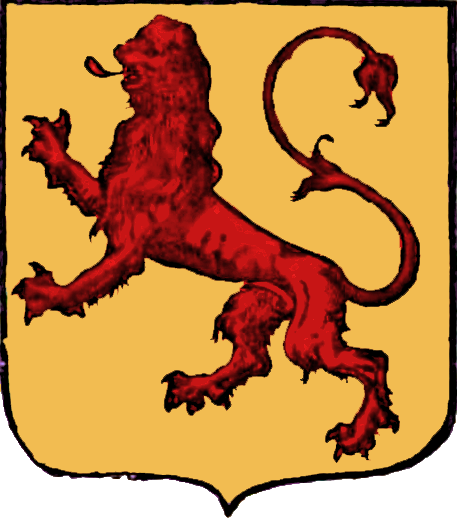
Из гербовника Жерома де Бары Le blason des armoiries (1628)
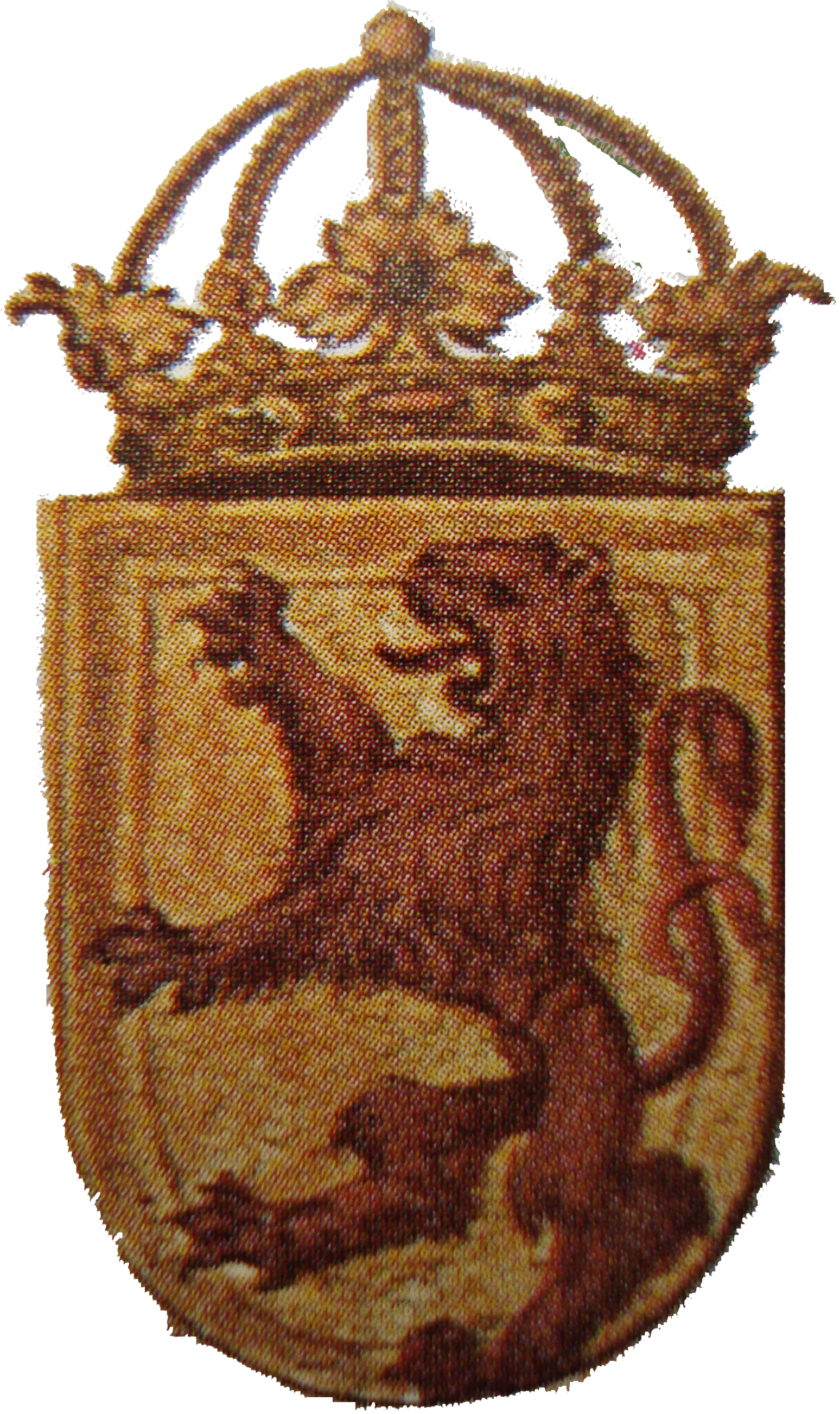
Герб из «Стематографии» Павао Риттера Витезовича (1694)
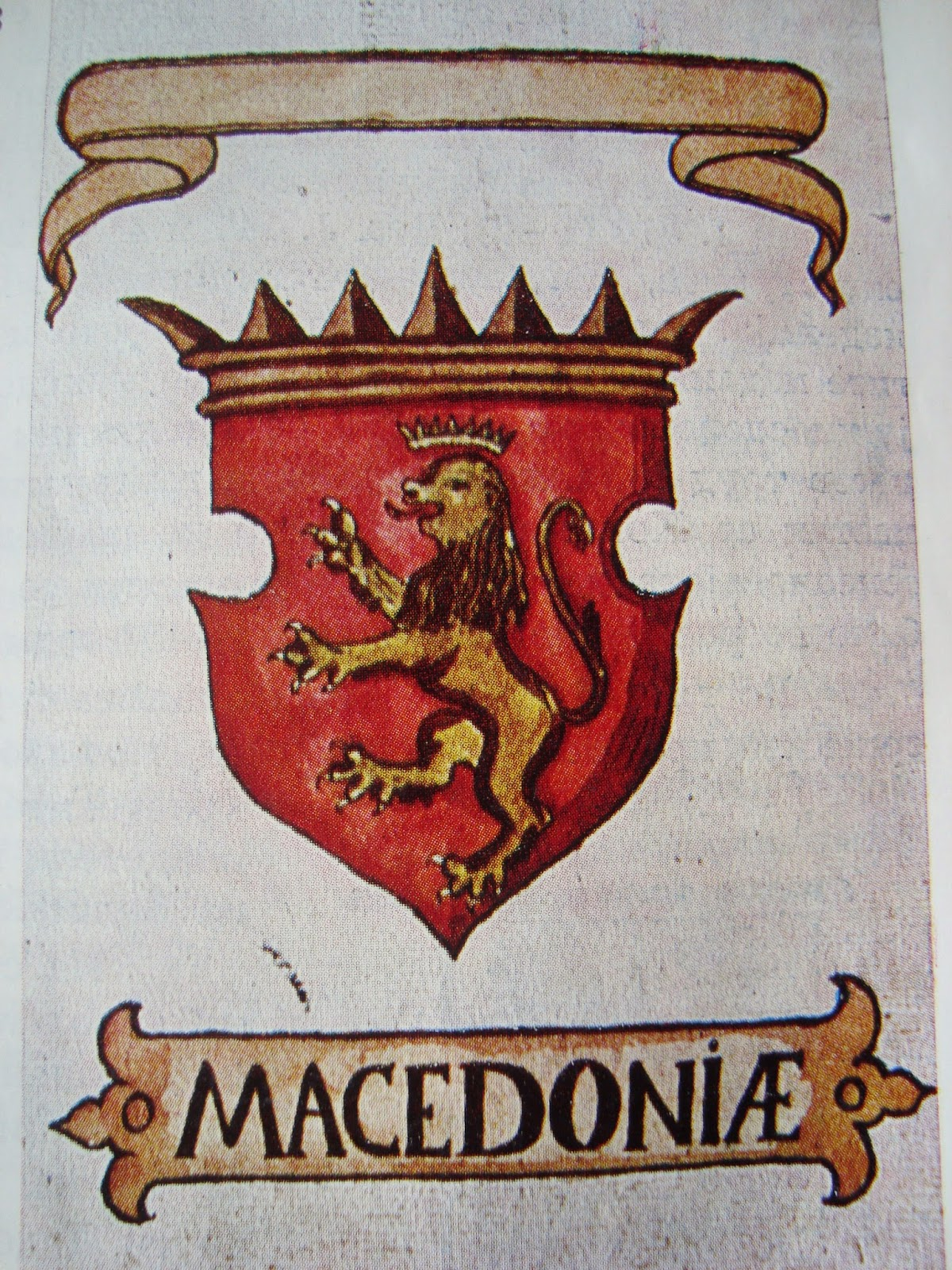
Из Фойницкого гербовника, XVII век
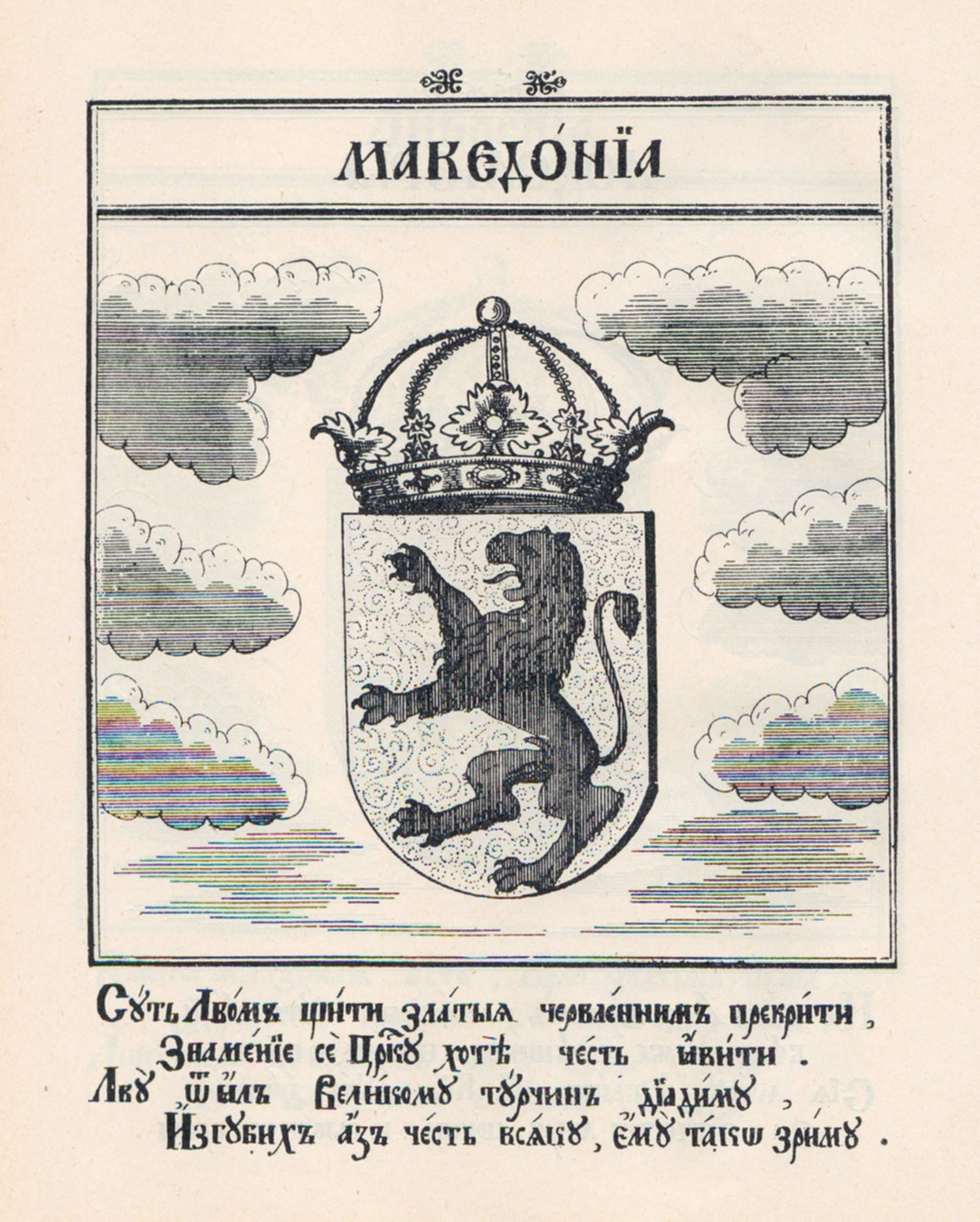
Из Stemmatographia Христофора Жефаровича (1741 г.).
Приписываемый Александру Македонскому флаг в версии «Истории Александра Великого» от Нэстасе Негруле (1790)
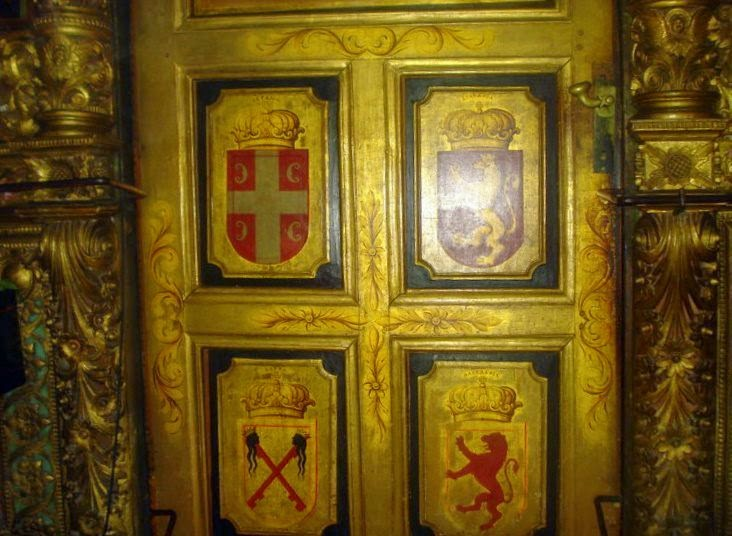
Стемматография Зефаровича в Рильском монастыре, на которой изображены гербы Сербии, Болгарии, Боснии и Македонии. Они были созданы в 1883 году на территории Болгарского княжества художником Николой Образописовым.
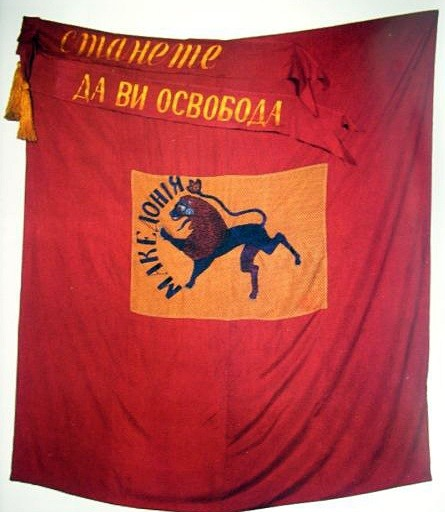
Знамя повстанцев, использовавшееся во время Разловского восстания в 1876 году. Флаг с надписью «Пробудитесь, чтобы освободить Македонию» был изготовлен по заказу и по образцу, присланному лидеру БРЦК Василю Левскому, двумя школьными учительницами, его родственницами.
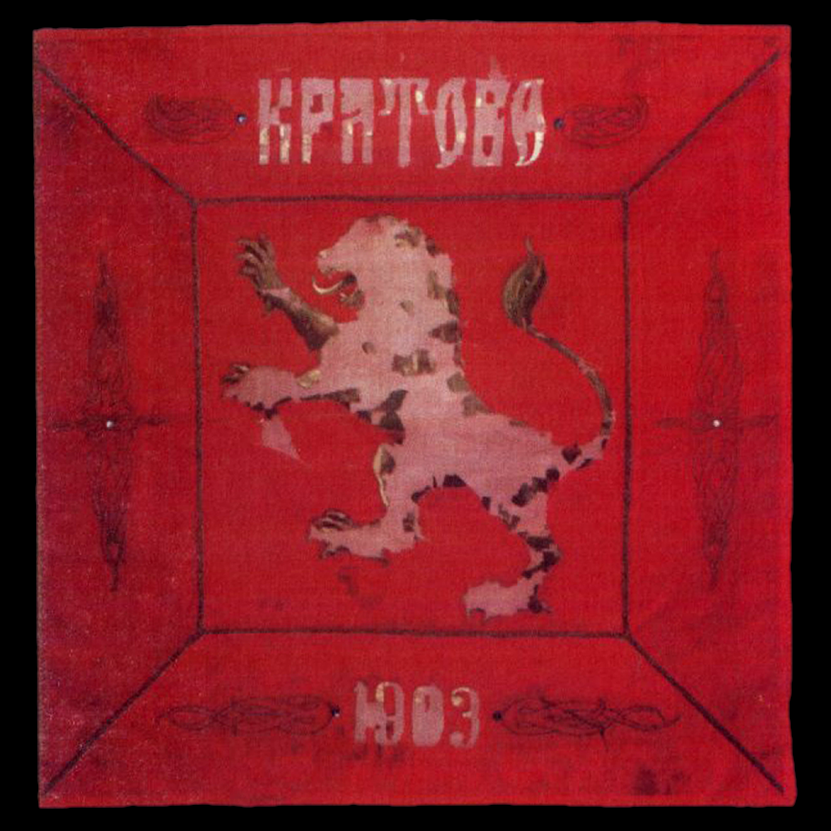
Флаг кратовских повстанцев ВМРО, использовавшийся во время Илинденского восстания. На флаге изображён болгарский лев и год 1903.
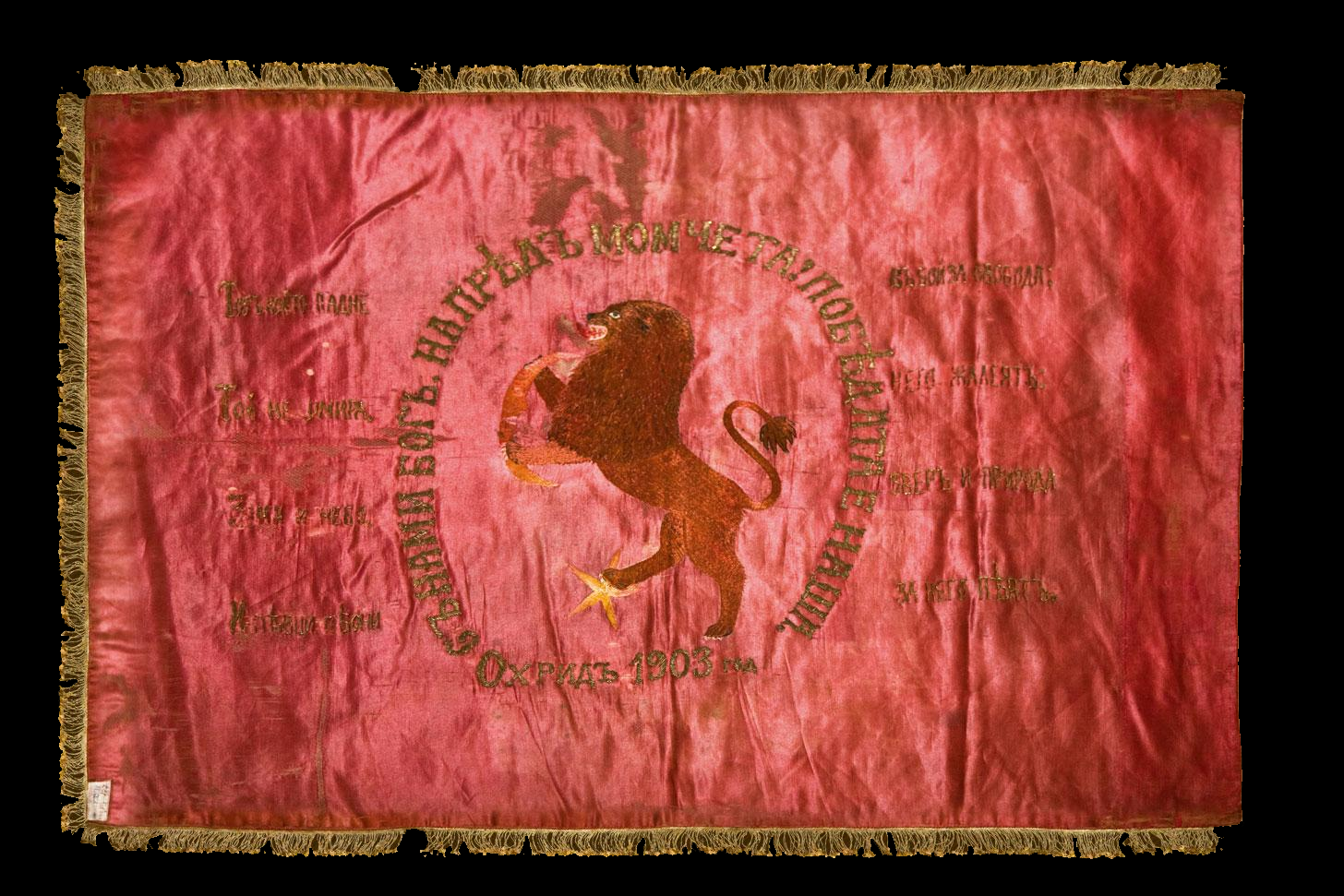
Флаг охридм повстанцев, использовавшийся во время Илинденского восстания 1903 года. Изображён лев, разрывающий исламские звезду и полумесяц. На флаге написан отрывок из стихотворения Христо Ботева 1873 года, посвящённого Хаджи Димитру.

## Альтернативы

Первый неофициальный вариант[21]
Второй неофициальный вариант[21]
Вариант герба, предложенный Мирославом Грчевым в 1992 году
Вариант герба, предложенный в 2014 году